# شودن (زاکسن-آنهالت)
شودن (به آلمانی: Chüden) یک منطقهٔ مسکونی در آلمان است که در زالتسودل واقع شده‌است. شودن ۴۸۲ نفر جمعیت دارد.